# Christel Leuner
Christel Leuner (1944-2025) war eine deutsche Schauspielerin und Hörspielsprecherin.

## Leben
Christel Leuner wurde 1944 geboren und absolvierte von 1962 bis 1965 die Theaterhochschule Leipzig. Ihr erstes Engagement hatte sie am Friedrich-Wolf-Theater Neustrelitz. Von 1967 bis 1970 arbeitete sie an den Städtischen Bühnen Erfurt und war anschließend bis 1974 am Städtischen Theater Karl-Marx-Stadt engagiert. Nach Stationen an den Bühnen der Stadt Magdeburg, am Hans Otto Theater in Potsdam und am Stadttheater Bremerhaven, war sie ab 2005 noch für mehrere Jahre am Theater Osnabrück beschäftigt. Es folgten weitere Jahre mit Lesungen und literarisch-musikalische Vorstellungen, bei denen vor allem ihre Lale Andersen-Abende einen festen Programmbestandteil darstellten. Für verschiedene Fernseh- und Filmgesellschaften stand sie mehrfach vor der Kamera und für das Schallplattenlabel Litera wirkte sie als Hörspielsprecherin. Sie verstarb am 25. Februar 2025 in Berlin.

## Filmografie
- 1969: Zeit zu leben
- 1978: Sabine Wulff
- 1980: Meines Vaters Straßenbahn (Fernseh-Zweiteiler)
- 1988: Der Eisenhans
- 1992: Ein Heim für Tiere (Fernsehserie, 1 Episode)

## Theater
- 1966: Günther Weisenborn: Fünfzehn Schnüre Geld – Regie: Rainer R. Lange Friedrich-Wolf-Theater Neustrelitz
- 1967: Claus Hammel: Morgen kommt der Schornsteinfeger (Jette) – Regie: Dieter Wardetzky (Städtische Bühnen Erfurt)
- 1967: Claus Hammel: Ein Yankee an König Artus‘ Hof – Regie: Dieter Wardetzky (Städtische Bühnen Erfurt)
- 1972: Jewgeni Schwarz: Das gewöhnliche Wunder (Märchenhausfrau) – Regie: Hartwig Albiro (Städtisches Theater Karl-Marx-Stadt)
- 1976: Maxim Gorki: Paradies auf Erden (Olga) – Regie: Wladimir Andrejew (Bühnen der Stadt Magdeburg)
- 1978: Walentin Rasputin: Geld für Maria (Maria) – Regie: Peter Sodann (Bühnen der Stadt Magdeburg)
- 1978: Ferenc Molnár: Liliom (Ringelspielbesitzerin) – Regie: Peter Sodann (Bühnen der Stadt Magdeburg)
- 1978: Ludovico Ariosto: Der Nekromat oder die erzwungene Unschuld – Regie: Andreas Scheinert (Fernsehtheater Moritzburg in Halle an der Saale)
- 1980: Miroslav Krleža: In Agonie (Laura Lenbach) – Regie: Branko Brombac (Bühnen der Stadt Magdeburg)
- 1982: Wolfgang Hildesheimer: Das Opfer Helena (Helena) – Regie: Karl Schneider (Bühnen der Stadt Magdeburg)
- 1982: Michael Rostschin nach Lew Tolstoi: Anna Karenina (Dolly) – Regie: Gert Jurgons (Bühnen der Stadt Magdeburg)
- 1991: Hans Peter Gansner: Zahra Leander – Ein One-Women-Mythical (Zahra) – Regie: ? (Hans Otto Theater, Potsdam)
- 1992: Norbert Silberbauer: Der Himmel oben (Frau) – Regie: Günter Rüger (Hans Otto Theater, Potsdam)
- 1993: Edward Bond: Trauer zu früh – Regie: Holger Schultze (Hans Otto Theater, Potsdam)
- 1997: Frederick Loewe/Alan Jay Lerner: My Fair Lady – Regie: Wolfgang Lachnitt (Stadttheater Bremerhaven)
- 1999: Johann Wolfgang von Goethe: Urfaust – Regie: Wolfgang Hofmann (Stadttheater Bremerhaven)
- 2007: Werner Fritsch: Es gibt keine Sünde im Süden des Herzens (Turtel) – Regie: Uta Kindermann (Theater Osnabrück)
- 2009: Christian Dietrich Grabbe: Die Hermannsschlacht (Frau Grabbe) – Regie: Philip Tiedemann (Theater Osnabrück)
- 2010: Tennessee Williams: Die Katze auf dem heißen Blechdach  (Big Mama) – Regie: Dariusch Yazdkhasti (Theater Osnabrück)
- 2010: Dirk Laucke/David Richter: Start- und Landebahn (Hertha)  Regie: Jens Poth (Theater Osnabrück)
- 2011: Euripides: Tod einer Hündin (Hekabe) – Regie: Alexander May (Theater Osnabrück)
- 2011: Juliane Kann: Café Haertel (Carola) – Regie: Nina Mattenklotz (Theater Osnabrück)
- 2012: Sofi Oksanen: Fegefeuer – Regie: Marie Bues (Theater Osnabrück)
- 2012: Jerry Bock/Joseph Stein: Anatevka (Golde) – Regie: Adriana Altaras (Theater Osnabrück)

## Hörspiele
- 1983: Sándor Sáfár/Zoltán Jékely: Wie der Zigeunerseppl  ein Gauner wurde (Margit) – Regie: Andreas Scheinert (Kinderhörspiel – Litera)
- 1984: Volksbuch: Till Eulenspiegels mehrsteils wohlige Nacht in der Herberg zu Kneiteln (Herbergswirtin) – Regie: Andreas Scheinert/Jürgen Schmidt (Hörspiel – Litera)
- 1988: Kedar Nath: Der Mann aus dem Dorf Ganzfernab (Kamel) – Regie: Leni Lopez/Jürgen Schmidt (Kinderhörspiel – Litera)

## Auszeichnungen
- 2000: Publikumspreis der Volksbühne Bremerhaven e.V.[1]